# Toegangsbeheer
Toegangsbeheer (Engels Access management) is het beheer van de toegang van gebruikers tot informatie(systemen). Het doel van toegangsbeheer is ervoor zorgen dat alleen die gebruikers de toegangsrechten hebben tot een service of groep van services, die hiertoe gemachtigd zijn. Toegangsbeheer omvat de volgende vijf activiteiten:
1. Verificatie: de identiteit van een persoon of programma wordt nagegaan, en of deze persoon of dit programma een goede reden heeft om toegang te krijgen
2. Toekennen van rechten: de rechten die deze persoon of dit programma volgens het systeem voor informatiebeveiliging heeft, worden toegekend. Deze toegang dient onder controle te blijven en een overzicht ter beschikking te worden gesteld waarin de verschillende rechten van de systeemgebruikers tot uiting komen teneinde het systeem beheersbaar te houden.
3. Bewaken van identiteitsstatus: de functies van een persoon kunnen veranderen, wat invloed heeft op de bijbehorende rechten. Rechten worden over het algemeen toegekend aan de hand van het principe "men krijgt wat men nodig heeft".
4. Registreren en bewaken van toegang: Erop toezien dat de toegekende rechten correct gebruikt worden
5. Intrekken of beperken van rechten: Het intrekken van rechten, wanneer daartoe een verzoek wordt gedaan

## Toegangsbeheer binnen ITIL
Binnen het referentiekader van ITIL wordt toegangsbeheer beschreven als ofwel een functie van de serviceproductiefase (ITIL V3) ofwel valt het binnen een van de 34 beste praktijkoplossingen binnen het servicewaardesysteem (ITIL 4). In ITIL V3 is toegangsbeheer een functie die bekend staat onder de naam accessmanagement. In opvolger ITIL 4 is toegangsbeheer een onderdeel geworden van informatiebeveiligingsmanagement. Deze praktijkoplossing beschijft het beschermen van alle informatie die de organisatie nodig heeft om haar taken uit te voeren.